# Мирослав Найденов
Мирослав Христофоров Найденов е български лекар, политик от партията БАСТА, бивш министър на земеделието и храните в осемдесет и седмото правителство на Република България с министър-председател Бойко Борисов.

## Ранен живот и образование
Мирослав Найденов е роден на 14 декември 1968 в гр. Враца, България. Завършва ветеринарна медицина във Висшия институт по зоотехника и ветеринарна медицина, чийто наследник днес е Тракийският университет в град Стара Загора. По време на следването е комсомолски секретар в университета.

## Професионална и политическа кариера
След завършването си работи като участъков ветеринарен лекар, а по-късно и като ветеринарен лекар в собствена амбулатория във Враца. В периода 2002 – 2004 г. е бил директор на Регионална ветеринарномедицинска служба, гр. Враца. В периода 2005 – 2006 г. изпълнява длъжността главен секретар на Националната ветеринарно-медицинска служба в София. След уволнението си от държавната администрация, поради скандал с внесено старо ирландско месо, той се мести в общинската администрация във фирма „Екоравновесие“. От 2006 до 2009 г. е директор на същото предприятие на Столична община. Докато заема този пост, той извършва няколко подлежащи на проверка от прокуратурата дейности, свързани със злоупотреби с парични средства от Столична община на стойност милиони левове, за които по-късно е привлечен като отговорен заместникът му и наследник на поста – Петър Петров. Години по-късно в медиите изтича запис на разговор между него, Бойко Борисов и разследващият го за злоупотребите прокурор – Николай Кокинов, в който тримата обсъждат как да защитават Мирослав Найденов от преследване от прокуратурата. Междувременно е ръководител на експертния съвет към ГЕРБ.
На изборите за XLI народно събрание на 5 юли 2009 г. е избран за депутат от Врачански избирателен район с пропорционалната листа на ГЕРБ.
На 26 март 2013 е привлечен като обвиняем от Софийска градска прокуратура. Разследването е по настояване на БСП с обвинение в корупция, принуда и служебни злоупотреби в земеделското министерство от правителството на ГЕРБ (2009 – 2013). На Мирослав Найденов е наложена парична гаранция от 10 хил. лв.
След 17 октомври 2017 г. е начело на Управителния съвет на Съюза за стопанска инициатива

## Семейство
Той е семеен и има две деца.